# Liste der Werke von Günter Kochan
Günter Kochan (1930–2009) komponierte sechs Sinfonien, Orchester- und Kammermusik, eine Oper, Kantaten, Jugend- und Massenlieder sowie für Film und Hörspiel.
Seine Werke erschienen überwiegend bei der Edition Peters und beim Deutschen Verlag für Musik in Leipzig sowie beim Verlag Neue Musik in Berlin.

## Werke

### Instrumentalmusik

#### Orchesterwerke
- Konzert für Violine und Orchester D-Dur op. 1 (1951/52) (Ausgabe für Violine und Klavier bearbeitet von Curt Beilschmidt)
- Polkas – heiteres Stück für großes Orchester (1955)
- Kleine Suite op. 13 (1956) aus der Filmmusik Bärenburger Schnurre UA 1967
- Konzert für Klavier und Orchester op. 16 (1957/58). UA 9. November 1958 Dresden (Dresdner Philharmonie, Dieter Zechlin (Klavier), Leitung: Heinz Bongartz)
- Suite für Orchester Nr. 1 (1958)
- Fröhliche Ouvertüre für kleines Orchester op. 26 (1960) UA 1962
- Sinfonietta (1960). UA 19. November 1960 Dresden (Dresdner Philharmonie, Leitung: Heinz Bongartz)
- Suite für Orchester Nr. 2 „Goldoni-Suite“ (1961) aus der Filmmusik Italienisches Capriccio. UA 1961
- 5 Sätze für Streichorchester (1961)
- Orchestervariationen über Eislers Solidaritätslied (1961). Gemeinschaftskomposition von Andre Asriel, Fritz Geißler, Herbert Kirmße, Günter Kochan, Siegfried Köhler, Dieter Nowka, Joachim Werzlau und Ruth Zechlin
- Konzert für Orchester (1962). UA 7. Oktober 1962 Leipzig (Kongresshalle, Rundfunk-Sinfonieorchester Leipzig, Leitung: Herbert Kegel)
- Divertimento – Orchestervariationen über ein Thema von Carl Maria von Weber (1964). UA 1. Februar 1965 Berlin (Berliner Sinfonieorchester, Leitung: Kurt Sanderling)
- Concertino für Flöte und kleines Orchester (1964). UA 2. Oktober 1964 Dresden (Staatskapelle Dresden, Johannes Walter (Flöte), Leitung: Herbert Kegel)
- Fantasie für Flöte und Orchester (1965)
- Variationen über eine venezianische Canzonetta für Klavier und kleines Orchester (1966)
- Konzert für Violoncello und Orchester (1967). UA 1. Juli 1969 Rostock (Volkstheater, 1. Philharmonisches Konzert, Rostocker Theaterorchester, Friedemann Erben (Violoncello), Leitung: Gerd Puls)
- Suite für Orchester Nr. 3 (Rostocker Suite) (1969) aus der Filmmusik Jubiläum einer Stadt – 750 Jahre Rostock
- Variationen über ein Thema von Mendelssohn für Klavier und Orchester (1971/72) anlässlich des 125. Todestages von Felix Mendelssohn Bartholdy. UA 3. November 1972 Berlin (Staatskapelle Berlin, Dieter Zechlin (Klavier), Leitung: Günther Herbig)
- Konzert für Viola und Orchester (1973/74). UA 16. Februar 1975 Berlin (Hallesche Philharmonie, Alfred Lipka (Viola), Leitung: Olaf Koch)
- 2. Konzert für Violoncello und Orchester (1976). UA 5. Mai 1978 Rostock (Philharmonisches Orchester Rostock, Jürnjakob Timm (Violoncello), Leitung: Gerd Puls)
- Konzert für Bläserquintett und zwei Streichergruppen (1975–77). UA 18. Februar 1977 Berlin (VI. Musik-Biennale Berlin, Staatskapelle Berlin, Bläserquintett der Staatskapelle Berlin, Leitung: Alexander Dimitriew)
- Bilder aus dem Kombinat. 7 Stücke für Orchester (1976/77). UA 30. Juni 1978 Sonneberg (17. Arbeiterfestspiele, Arbeiter-Sinfonieorchester Bitterfeld, Leitung: Arnfried-Joachim Eichhorn)
- Passacaglia und Hymne für großes Orchester (1979). UA 10. Dezember 1979 Halle (Hallesche Philharmonie, Leitung: Olaf Koch)
- Konzert für Violine und Orchester (1980). UA 19. Februar 1982 Berlin (Deutsche Staatsoper, DDR-Musiktage 1982, Egon Morbitzer (Violine), Staatskapelle Berlin, Leitung: Friedrich Goldmann)
- IN MEMORIAM. Musik für Orchester (1982). Widmung: Konrad Wolf und Paul Wiens. UA 15./16./17. Dezember 1984 Berlin (Schauspielhaus, Berliner Sinfonieorchester, Leitung: Claus Peter Flor)
- Der Große Friede. Triptychon für Tenor, Horn, Pauken, Schlagwerk und Streichorchester (1986). Text von Walter Lowenfels und Paul Wiens. UA 15. Februar 1987 Berlin (XI. Musik-Biennale Berlin, Sinfoniekonzert, Sebastian Weigle (Horn), Gunter Wurzel (Tenor), Staatskapelle Berlin, Leitung: Chihiro Hayashi)
- Präludium für großes Orchester. UA März 1986 Berlin (FDJ-Sinfonieorchester der DDR, Leitung: Reinhard Seehafer)
- Konzertante Szenen für 27 Instrumentalsolisten. UA 14. April 1986 Halle (Hallesche Philharmonie, Leitung: Ude Nissen)
- Und ich lächle im Dunklen dem Leben. Musik für Orchester Nr. 2 (1987) nach Briefen von Rosa Luxemburg. UA 14./15./16. Februar 1989 Karl-Marx-Stadt (Stadthalle, 6. Sinfoniekonzert der Robert-Schumann-Philharmonie Karl-Marx-Stadt, Leitung: Dieter-Gerhardt Worm)
- Herbstbilder. Metamorphosen für 28 Solostreicher (1990/91)

#### Kammermusik und Klavierwerke
- Sonate für zwei Klaviere (1947)
- Zwei Sonatinen für Klavier (1948)
- Suite für Klavier op. 2 (1952)
- Trio für Violine, Violoncello und Klavier op. 4 (1954). UA 12. September 1954 Dresden (Staatstheater, Gottfried Lucke (Violine), Clemens Dillner (Violoncello), Günter Blumhagen (Klavier))
- Präludien, Intermezzi und Fugen für Klavier op. 7 (1954)
- Divertimento für Flöte, Klarinette und Fagott op. 12 (1956). UA 1959 Warschau (Warschauer Herbst, Mitglieder des Gewandhaus-Bläserquintetts)
- 11 kleine Stücke für Klavier zu vier Händen op. 20 (1959)
- Sonate für Violoncello und Klavier (1958–61)
- 9 Kinderstücke für Klavier (1960)
- 5 Sätze für Streichquartett (1961). UA (Gewandhaus-Quartett)
- Sonate für Violine und Klavier (1962)
- Kleines Streichquartett in zwei Sätzen (1965)
- Sieben leichte Klavierstücke (1971)
- Fünf Klavierstücke: Capriccio, Andante, Fuge, Invention, Scherzo (1971). UA (Dieter Zechlin (Klavier))
- Streichquartett (1973/74). UA (Streichquartett der Deutschen Staatsoper Berlin)
- Klavierstück für D. Sch. (1974)
- Sieben Miniaturen für vier Tuben (1977). UA 17. Juni 1978 Los Angeles (Musikfestival, University of Southern California, Los Angeles-Tubaquartet: Roger Bobo, Tommy Johnson, Jim Self, Don Waldrop)
- Fantasie für Bratsche solo. UA 22. September 1980 Berlin (Konzert der Musikhochschule Berlin, Alfred Lipka (Bratsche))
- Streichtrio [gewidmet Ernst Hermann Meyer zum 75. Geburtstag] (1979/80). UA 23. Mai 1981 Dresden (Plenarsaal des Neuen Rathauses, Eröffnung der Dresdner Musikfestspiele 1981, Peter Glatte (Violine), Winfried Berger (Viola), Joachim Bischof (Violoncello))
- Klaviersonate (1981). UA 29. Mai 1981 Dresden (Kongresssaal des Deutschen Hygienemuseums, Dresdner Musikfestspiele 1981, Annerose Schmidt (Klavier))
- Sonate für Viola und Klavier (1984/85). UA (Alfred Lipka (Viola), Dieter Zechlin (Klavier))
- Variationen für Klavier (1986). UA 22. November 1987 Berlin (Matinee im Apollo-Saal anlässlich des 30. Jubiläums des Verlages Neue Musik Berlin, Dieter Brauer (Klavier))
- Fünf Bagatellen für 4 Posaunen (1987). UA 25. Februar 1988 Berlin (Apollo-Saal, DDR-Musiktage 1988, Kammerkonzert, Mitglieder des Posaunenquintetts Berlin: Wilfried Helm (Altposaune), Ralf Zank (Tenorposaune), Norman Reichelt (Tenorposaune), Jörg Lehmann (Bassposaune))
- Bagatellen und Interludien für Klavier (1989) (UA München 2016, Andreas Skouras)
- Klavierquintett (1992/93). UA 28. Mai 2000 Leipzig (Gewandhaus, Rolf-Dieter Arens (Klavier), Gewandhaus-Quartett: Frank-Michael Erben (Violine), Conrad Suske (Violine), Volker Metz (Viola), Jürnjakob Timm (Violoncello))
- Schneiders Höllenfahrt für vier Posaunen und Tuba (1993). UA (PosaunenQuintett Berlin)
- Sieben Szenen für Flöte, Viola und Gitarre (1993)
- Duo für Klarinette und Klavier (1994/95)
- Musik für Altblockflöte und Klavier oder Cembalo (1995). UA (Markus Bartholomé (Altblockflöte), Andreas Skouras (Cembalo))
- Konzertstück für vier Posaunen und Tuba (1995/96). UA (PosaunenQuintett Berlin)
- Divertimento für Blockflötenensemble (1997/98)
- Fünf Stücke für Kontrabass (1999)
- Sinfonietta für Streicher (2002)
- Streichquartett Mr. 2 (2003/06)
- Fünf Miniaturen für Kontrabass-Solo (2004)
- Quintettino für Blockflöten (2004).UA (B-Five Recorder Consort)

### Bühnenwerke

#### Oper
- Karin Lenz. Oper in zehn Bildern (1971). Libretto: Erik Neutsch. UA 2. Oktober 1971 Berlin (Deutsche Staatsoper, Leitung: Heinz Fricke, Regisseur: Erhard Fischer)

#### Bühnen-/Schauspielmusik
- Ein seltsamer Philosoph und Hauptmann in Zivil / Marek im Westen (1951). Text: Gerhard W. Menzel. UA 11. Mai 1952 Berlin (Deutsches Theater Berlin, Regisseur: Werner Dissel)
- Revue der Einverstandenen. Text: Karl Mickel (veröffentlicht unter dem Pseudonym Adam Schrank). UA 1958
- Musik zu Klaus Störtebeker (1959). Text: Kurt Barthel. UA 16. August 1959 Ralswiek (Rügenfestspiele, Regisseur: Hanns Anselm Perten) – siehe: Klaus Störtebeker : Dramat. Ballade in 6 Episoden, e. Vorspiel u. e. Nachspiel / Buch: Kuba. Dramat. Einrichtg: Hanns Anselm Perten. Musik Günter Kochan. [Erarbeitg d. Anh. u. Zusammenstellg d. Bildbeil.: Hans-Joachim Theil ] – Online-Ausg.: Leipzig ; Frankfurt, M. : Dt. Nationalbibliothek, 2013. Online-Ressource http://d-nb.info/1035745585
- Musik zu Vietnam-Diskurs (1967/68). Text: Peter Weiss. UA 20. März 1968 Frankfurt am Main (Kammerspiele, Regisseur: Harry Buckwitz)
- Eine Geschichte von Dir. Text: Waldtraut Lewin. UA 24. November 1974 Rostock (Volkstheater, Regisseur: Waldtraut Lewin)

### Vokalmusik

#### Oratorium
- Das Friedensfest oder Die Teilhabe. Oratorium für Sopran, Tenor, Bass, zwei gemischte Chöre und Orchester (1978) nach einer Dichtung von Paul Wiens. UA 23. September 1979 Berlin (Palast der Republik, Renate Frank-Reinecke (Sopran), Harald Neukirch (Tenor), Hermann Christian Polster (Bass), Rundfunkchor Berlin, Rundfunk-Sinfonieorchester Berlin, Leitung: Franz-Peter Müller-Sybel)

#### Kantaten
- Legende von der Entstehung des Buches Taoteking auf dem Weg des Laotse in die Emigration. Kantate für Chor und Orchester (1949) nach einem Gedicht von Bertolt Brecht. UA August 1949 Berlin (Jugendchor und -orchester der Rundfunkabteilung Junge Welt, Solist: Gerhard Räker, Leitung: Ferdinand Schmitz)
- Ernst Thälmann. Kantate für gemischten Chor und Orchester (1949). Text: Max Zimmering. UA 6. Februar 1960
- Die Welt ist jung. Kantate für Solostimmen, gemischten Chor und Orchester (1951). Text: Paul Wiens. UA Berlin (Weltfestspiele der Jugend)
- Die Asche von Birkenau. Kantate für Alt-Solo und Orchester (1965). Text: Stephan Hermlin. UA 25. April 1966 Berlin (Berliner Sinfonieorchester, Annelies Burmeister (Alt), Leitung: Kurt Masur)
- Aurora. Kantate für mittlere Frauenstimme, Chor und Orchester (1966). Text: Stephan Hermlin. UA 12. März 1967 Berlin
- Urbar machen, tätig sein, Mensch sein! Zyklus für gemischten Chor (1969). Text: Werner Lindemann. UA 13. Dezember 1969 Stuer (FDGB-Chor Neubrandenburg, Leitung: Günter Wilsch)
- Wir unaufhaltsam. Sinfonische Demonstration für Bariton, Sprecher, gemischten Chor und Orchester (1970) nach einem Text von Jo Schulz. UA 1971 Riesa (13. Arbeiterfestspiele, Hermann Hähnel (Bariton), Monika Naumann und Werner Hafft (Sprecher), Chor des Volkskunstensembles „Joliot-Curie“ des VEB Rohrkombinats Riesa, Chor der Technischen Universität Dresden, Staatliches Sinfonieorchester Riesa, Leitung: Karl Haffner)
- Das Testament von Ho chi Minh (1970). Kantate für Sprecher, Kammerorchester und neun Instrumente. UA Rostock (Volkstheater)
- Die Hände der Genossen. Kantate für Bariton und Orchester (1974) nach Texten von Giannis Ritsos. UA 25. Februar 1975 (Berliner Sinfonieorchester, Werner Haseleu (Bariton), Leitung: Kurt Sanderling)

#### Melodram
- LUTHER. Melodram für zwei Sprecher, gemischten Chor und großes Orchester (1981) nach einem Text von Johannes R. Becher anlässlich des 500. Geburtstages Martin Luthers am 10. November 1983. UA 12./13./14. November 1983 Rostock (Volkstheater, 3. Philharmonisches Konzert, Uwe Detlef Jessen, Hans-Dieter Neumann (Sprecher), Chor des Volkstheaters Rostock, Rostocker Singakademie, Philharmonisches Orchester des Volkstheaters Rostock, Leitung: Gerd Puls)

#### Sololieder
- Neues Dorf. Vier Lieder für Gesang und Klavier op. 3 (1952). Text: Franz Fühmann
- 3 Shakespeare-Lieder für Alt und Orchester (1964)
- Fünf Lieder für mittlere Stimme und Klavier (1965/66) nach Worten von Johannes R. Becher
- Drei Epitaphie für Bariton und Instrumente (1975). Text: Ernst Schumacher. UA 28. Juni 1982 Berlin (Club der Kulturschaffenden „Johannes R. Becher“, Herman Hähnel (Bariton), 5 Instrumentalisten)
- Triptychon für Mezzosopran und vier Instrumente (1991) nach Texten von Rosa Luxemburg

#### Jugend- und Massenlieder
- Daß nimmer auf Erden geschehe .... Text: Günther Deicke (erschienen 1986)
- Der Sommer summt. Text: Johannes R. Becher
- Der Sozialismus lebt. Text: Erich Weinert
- Ein Jahr. Text: Georg Weerth (erschienen 1972)
- Ferienlied eines Unpolitischen. Text: Erich Weinert (erschienen 1965)
- Genosse General
- Her mit dem Friedensvertrag
- In Bamberg, hinter dem Hügel. Text: Paul Wiens
- Laßt euch grüßen, Pioniere. Text: Max Zimmering
- Laßt uns großen Pionieren ...
- Lied der neuen Erde. Text: Johannes R. Becher
- Lied vom Sperber
- Lob des Lebens. Text: Max Zimmering (erschienen 1958)
- Man fühlt sich wieder. Text: Erich Weinert (erschienen 1965)
- Mein Präsident. Text: Erwin Burkert (erschienen 1953)
- Pionierdank an die Partei. Text: Helmut Stöhr
- Rostocker Hafenlied. Text: Erwin Burkert (erschienen 1960)
- Schützt diese Welt. Text: Günther Deicke (erschienen 1966)
- Signale der Jugend. Schlußchor aus der Kantate Die Welt ist jung
- Wir lieben unsere Heimat. Text: Susanne Speer (erschienen 1962)
- Wo wir sind, da stehen Millionen. Text: Wilm Weinstock (erschienen 1954)

### Funk und Film

#### Hörspiele
- Helmbrecht von Barbara Winkler. DDR 1961. Regie: Fritz Göhler.
- Der kluge Alexander von Joachim Kupsch. DDR 1963. Regie: Fritz Göhler.
- Hirsch Heinrich von Fred Rodrian. DDR 1963. Regie: Uwe Haacke.

#### Filmmusik
- Sport voran – seid bereit. Kurz-Dokumentarfilm, DDR 1951.
- Heimat, wir schützen dich. Kurz-Dokumentarfilm, DDR 1952. Regie: Bruno Kleberg.
- Das kleine und das große Glück. Spielfilm, DDR 1953. Regie: Martin Hellberg.
- Einmal ist keinmal. Spielfilm, DDR 1954/55. Regie: Konrad Wolf.
- Heimliche Ehen. Spielfilm, DDR 1955/56. Regie: Gustav von Wangenheim.
- Bärenburger Schnurre. Spielfilm, DDR 1956/57. Regie: Ralf Kirsten.
- Italienisches Capriccio. Spielfilm, DDR 1961. Regie: Glauco Pellegrini.
- Die Hochzeit von Länneken. Spielfilm, DDR 1963/64. Regie: Heiner Carow.
- Terra Incognita. Spielfilm, DDR 1964/65. Regie: Hanns Anselm Perten.
- Die Räuber. Fernsehfilm, DDR 1967. Regie: Gerd Keil.
- Jubiläum einer Stadt – 750 Jahre Rostock. Kurz-Dokumentarfilm, DDR 1968. Regie: Winfried Junge.
- Die Verschworenen. TV-Spielfilm, DDR 1971. Regie: Martin Eckermann.
- Inselsommer. TV-Spielfilm, DDR 1973/74. Regie: Martin Eckermann.

### Volksliedbearbeitungen
- Deutsche Volkslieder für Gesang und Klavier op. 11a (1955)
- Deutsche Volkslieder für Gesang und Klavier op. 11b (1956)
- Deutsche Volkslieder 1. Folge für Sopran und Klavier (1956)
- Deutsche Volkslieder 2. Folge für Sopran und Klavier (1979). UA 17. April 1984 Weimar (1. Erfurter Tage Zeitgenössischer Musik, Neue Musik im Saal am Palais, Komponistenporträt Günter Kochan, Karin Kurzendörfer (Sopran), Reinhard Wolschina (Klavier))
- Es geht ein dunkle Wolk herein für gemischten Chor (1979)
- Sieben deutsche Volkslieder für vier Posaunen und Tuba (1994/95). UA ? (PosaunenQuintett Berlin)

### Musikverlage
- Werke von Günter Kochan bei der Edition Peters
- Werke von Günter Kochan bei Breitkopf und Härtel (ehemals Deutscher Verlag für Musik)
- Werke von Günter Kochan beim Verlag Neue Musik
- Werke von Günter Kochan bei Porfiri & Horváth Publishers

### Filmmusik
- Günter Kochan bei IMDb
- Günter Kochan bei filmportal.de

### Hörspielmusik
- Hörspiele von Günter Kochan in HÖRDAT, die Hörspieldatenbank